# Contrières
Contrières é uma comuna francesa na região administrativa da Normandia, no departamento Mancha. Estende-se por uma área de 9,05 km². Em 2010 a comuna tinha 392 habitantes (densidade: 43,3 hab./km²).